# S-Bahn Wien
S-Bahn Wien er et nærbanesystem i og omkring Østrigs hovedstad Wien. Modsat Wiens U-bane kører banen udover bygrænsen og køres af Österreichische Bundesbahnen (ÖBB). S-bahn i Wien kaldes også ofte Schnellbahn. Den består af 15 linjer og har et dagligt passagerantal på omkring 300.000.

## Linjer
Wiens S-bane består af en lang række linjer, hvor en stor del udgår fra den såkaldte Stammstrecke (hovedlinje), der kører gennem Wiens indre bydele. De fleste linjer kører i time- eller halvtimesdrift, hvilket giver intervaller på Stammstrecke på 15 minutter eller mindre. Linje S45 og S80 kører kun indenfor Wiens bygrænse.
| Linjer over Stammstrecke | | |
| Linje                    | Rute | Strækningernes navn                                                                                                   |
| S1                       | Wien Meidling – Stammstrecke – Wien Floridsdorf – Gänserndorf – Marchegg                                                                    | Schnellbahn-Stammstrecke, Nordbahn, Gänserndorf–Marchegg                                                              |
| S2                       | Mödling – Wien Meidling – Stammstrecke – Wien Floridsdorf – Wolkersdorf – Mistelbach (– Laa an der Thaya)                                   | Südbahn, Schnellbahn-Stammstrecke, Nordbahn, Laaer Ostbahn                                                            |
| S3                       | Wiener Neustadt – Leobersdorf – Mödling – Wien Meidling – Stammstrecke – Wien Floridsdorf – Stockerau – Hollabrunn                          | Südbahn, Schnellbahn-Stammstrecke, Nordbahn, Nordwestbahn                                                             |
| S4                       | Wiener Neustadt – Leobersdorf – Mödling – Wien Meidling – Stammstrecke – Wien Floridsdorf – Stockerau – Absdorf-Hippersdorf (– Tullnerfeld) | Südbahn, Schnellbahn-Stammstrecke, Nordbahn, Nordwestbahn, Absdorf–Stockerau, (Franz-Josefs-Bahn, Tullnerfelder Bahn) |
| S7                       | Wolfsthal – Flughafen Wien – Stammstrecke – Wien Floridsdorf – Wolkersdorf – Mistelbach – Laa an der Thaya                                  | Pressburger Bahn, Donauländebahn, Schnellbahn-Stammstrecke, Nordbahn, Laaer Ostbahn                                   |
| Øvrige linjer            | | |
| Linje                    | Rute | Strækningernes navn                                                                                                   |
| S40                      | Wien Franz-Josefs-Bahnhof – Klosterneuburg – Tulln (– Tullnerfeld – St. Pölten Hbf)                                                         | Franz-Josefs-Bahn |
| Vorortelinie             | Wien Hütteldorf – Wien Ottakring – Wien Handelskai                                                                                          | Wiener Vorortelinie                                                                                                   |
| S50                      | Wien Westbahnhof – Wien Hütteldorf – Tullnerbach-Pressbaum – Eichgraben-Altlengbach                                                         | Westbahn |
| S60                      | Bruck an der Leitha – Wien Hauptbahnhof – Ebenfurth – Wiener Neustadt Hbf                                                                   | Ostbahn, Südbahn, Pottendorfer Linie                                                                                  |
| S80                      | Wien Aspern Nord – Wien Hauptbahnhof – Wien Hütteldorf                                                                                      | Marchegger Ostbahn, Laaer Ostbahn, Verbindungsbahn                                                                    |

Bemærkninger:
- S5  /  S6 
  - I kørselsretning nord kører togene fra Wiener Neustadt til Absdorf-Hippersdorf, i kørselsretning syd fra Hollabrunn til Wiener Neustadt Hbf.
  - Tog på denne linje betjener ikke stationen Wien Matzleinsdorfer Platz. Da der i Wien Meidling ikke er skinneforbindelse mellem S-banesporene til Pottendorferlinjens skinner, må togene før Matzleinsdorfer Platz dreje fra S-banesporene for at nå Pottendorferlinjens spor 7 og 8 på Wien Meidling.
- S8  /  S9 
  - Enkelte tog på disse linjer betjener stationen Wittmannsdorf.
  - Da stationerne Haidestraße, Praterkai, Lobau og Stadlau har for korte perroner til lange tog, standser tog på denne linje ikke på disse stationer.

## Historie
Wiener Stadtbahn, der blev bygget i perioden 1894 til 1901, var i princippet forløberen for det nuværende S-banenet. Denne Stadtbahn må imidlertid ikke forveksles med den type nærbane, som f.eks. blev bygget i Berlin i begyndelsen af den 20. århundrede. Stadtbahn i Wien var en egentlig jernbane med forbindelse til fjernnettet, og banen blev både anvendt til gods- og passagertransport ligesom der kørtes med almindelige damptog på strækningerne. Stadtbahn er imidlertid grundstammen i det nuværende S-banenet, og spiller derfor en vigtig rolle i S-Bahns historie.
Stadtbahn blev etableret som led i planerne for regulering af Wien-floden og Donaukanalen. Der var oprindelig planlagt et stort net af banestrækninger, men kun fem blev realiseret:
- Wientallinie: Hütteldorf-Hacking – Hauptzollamt (nuværende Wien Mitte)
- Donaukanallinie: Hauptzollamt – Heiligenstadt
- Gürtel-Linie: Meidling Hauptstraße – Heiligenstadt
- Vorortelinie: Hütteldorf-Hacking – Heiligenstadt
- Linie in den 2. Bezirk: Hauptzollamt – Praterstern

Herudover blev der bygget et kort afsnit med hævede spor for at for forbinde Gürtel-linjen og Donaukanallinjen mellem stationerne Nußdorfer Straße og Friedensbrücke.
Af de linjer, der ikke blev bygget, skulle to have krydset den indre by, og en skulle have forlænget Gürtel-linjen langs den sydlige Gürtelstraße til Wien Südbahnhof. Linjerne ville have gjort Stadtbahn til et attraktivt transportsystem, men planerne faldt på grund af manglende økonomi.
Da jernbanerne også blev bygget til militære formål var Stadtbahn dyrere at anlægge end en almindelig elektrisk nærbane, idet de militære transporter stiller særlige krav til banens dimensionering og faciliteter langs banen. Da linjerne åbnede i fire etaper i perioden 1898 til 1901, var de en fiasko passagermæssigt. Billetprisen var høj, damplokomotiverne gjorde kørslen til en beskidt fornøjelse og hastigheden på banen var langsom. Hertil kom, at Stadtbahn kørte parallelt med strækninger, hvor der kørte sporvogne, der havde flere stoppesteder, og af- og påstigning var nemmere og kørslen var langt hurtigere.
I 1918 blev togdriften indstillet på grund af kulmangel efter 1. verdenskrig. Herefter blev linjerne Wiental, Donaukanal og Gürtel overtaget af byen Wien, som elektrificerede banerne og genåbnede dem i 1925 under navnet Wiener Elektrische Stadtbahn.
Mange stationer og flere del af banelinjerne blev ødelagt under 2. verdenskrig. Genopbygningen af banelinjerne varede indtil 1955, og nogle af de historiske bygninger blev aldrig genopført.
Planerne for et nyt og samlet S-banenet i Wien begyndte i 1954, som led i reorganiseringen af ÖBB. De konkrete planer lå klar i 1955, men det finansielle grundlag var først klar i 1958. ÖBB havde dog store finansielle problemer, og det førte til et midlertidigt anlægsstop i 1960, hvilket forsinkede åbningen med lidt over et år. S-banen blev taget i brug den 17. januar 1962. Efter testkørsler med tomme tog blev banen taget i brug med passagerer den følgende dag. Hermed integrerede man både den oprindelige Stadtbahn med ÖBB's regionaltogslinjer, og skabte dermed ét sammehængende nærbanesystem under navnet Wiener Schnellbahn.
I 1968 traf man beslutning om, at store dele af det gamle Stadtbahnnet skulle indgå i Wiens nye U-banesystem. Wiental- og dele af Donaukanallinjen blev integreret i  U4  i 1981 og Gürtel- og de sidste dele af Donaukanallinjen blev til  U6  i 1989. Herefter har man officielt ikke længere anvendt betegnelsen Stadtbahn. I dag benyttes officielt betegnelsen Wiener S-Bahn for hele S-banesystemet.

## S-Bahn-Stammstrecke
Stammstrecke udgør grundstammen i Wiens S-bane. Den har en længde på 13,3 km, og fører S-togene syd og vest om Wiens indre by. Stationerne på strækningen er:
- Wien Meidling (Philadelphiabrücke)
- Wien Matzleinsdorfer Platz
- Wien Hauptbahnhof
- Wien Quartier Belvedere
- Wien Rennweg
- Wien Mitte (Landstraße)
- Wien Praterstern
- Wien Traisengasse
- Wien Handelskai
- Wien Floridsdorf

## Wiener Vorortelinie
Wiener Vorortelinie med  er den mest trafikerede linje på S-banenettet. Banelinjen var oprindelig en del af Otto Wagners statligt drevne Stadtbahn, og linjen blev ikke overtaget af byen Wien som resten af banerne i 1925. Banen blev lukket i 1932, men blev fortsat brugt til godttransport i lang tid efter. Først i 1987 genåbnede linjen som en del af S-banen efter en omfattende renovering.
Flere af de originale Otto Wagner stationer er stadig i brug. Stationerne Breitensee og Oberdöbling blev revet ned efter lukningen af den oprindelige linje og er nu genopført i en anden stil af arkitekterne Alois Machatschek og Wilfried Schermann. Krottenbachstrasse er en helt ny station på linjen, og to af linjens oprindelige stationer Baumgarten og Unterdöbling blev revet ned efter banens lukning, og er ikke blevet genetableret. Det er planlagt at genopbygge Unterdöbling, når linjen skal forlænges mod syd til Reichsbrücke. Linjen blev udvidet fra Heiligenstadt til Handelskai i 1996 for at skabe forbindelse til U6 på Wiener U-Bahn.

## Stationerne
Stationerne på S-banennettet er meget forskellige, da den består af mange banelinjer bygget i forskellige epoker. Det er dog lykkedes at give stationerne et fælles præg gennem en fælles designlinje. På Stammstrecke er der i stor stil benyttet hvide og gule kakler, mens ståldragere er malet blå. Farven blå er blevet hovedfarven for S-banen, og farven går igen i materiel, logoer og på stationerne. På linjeoversigterne er S-banen som regel også angivet med blåt.
I midten af 1970'erne udskrev ÖBB en arkitektkonkurrence for det fremtidige koncept for stationsbygninger i nærtrafikken. Forudsætningen var et ensartet præg, sikring mod hærværk, og at det skulle være nemt at vedligeholde. I 1978 byggedes den første station i Korneuburg i denne stil og siden er flere kommet til på S-banenettet.

## Materiel
I dag anvendes primært to togtyper på S-banen. ÖBB's type 4020/6020 er en videre udvikling af den tidligere vogntype 4030 (som blev taget ud af drift i 2003/2004). 4020 består af sæt med 3 vogne, styrevogn, mellemvogn og motorvogn. De har en maksimal hastighed på 120 km/t. De blev taget i drift i 1979 og er i dag de mest almindelig tog på S-banen.
Det nyeste tog er ÖBB's type 4024/4124 TALENT fra Bombardier Transportation, der er en lettere ombygget udgave af standard TALENT. Toget havde og har en række tekniske problemer, der bl.a. betød, at myndighederne flere gange udsatte introduktionen af de nye tog. Det blev indsat i drift den 14. december 2004 på linje . 4024 er imidlertid primært designet til regionaltogsdrift og ikke bymæssig S-banedrift, hvilket bl.a. giver nogle af de tekniske problemer. Siden 2007 har man arbejdet på at beskrive et teknisk koncept for fremtidens S-togsvogne i Wien, som siden sendes i udbud.
- Vogntyper
- Type 4020/6020
- Type 4024/4124
- Type 4030